# Propiedad coligativa
En química se llaman propiedades coligativas a aquellas propiedades de las disoluciones y sus componentes que dependen únicamente del número de moléculas de soluto no volátil en relación con el número de moléculas de solvente y no de su naturaleza. El estudio de las propiedades coligativas precisa de dos métodos diferentes: para disoluciones de electrólitos y no electrólitos.   
Existen cuatro propiedades coligativas: el descenso crioscópico, el ascenso ebulloscópico, la presión osmótica y el descenso de la presión de vapor.

## Punto de congelación
El soluto obstaculiza la cristalización en el solvente, como por ejemplo el líquido seminal de los aviones hacen una disolución química la cual hace descender su punto de congelación.
ΔT = Kf · m
- m es la molalidad. Se expresa en moles de soluto por kilogramo de disolvente (mol/kg).
- ΔT es el descenso del punto de congelación y es igual a Tf - T  donde T es el punto de congelación de la solución y Tf  es el punto de congelación del disolvente puro.
- Kf es una constante de congelación del disolvente. Su valor, cuando el solvente es agua es 1,86 °C.kg/mol.

### Aplicación
Para enfriar algo rápidamente se hace una mezcla de hielo con sal o, si tiene precaución, alcohol. El punto de congelación bajará y el hielo se derretirá rápidamente. Pese a aparentar haberse perdido el frío, la mezcla formada estará en realidad a unos cuantos grados bajo cero y será mucho más efectiva para enfriar que los cubos de hielo sólidos. Este proceso de descenso de temperatura también  es coadyuvado por la reacción entre el agua y el NaCl en si, debido a que es una reacción endotérmica, por lo que necesita calor para proceder. Este calor lo obtiene de la temperatura del hielo, disminuyéndola de 0 °C a unos grados por debajo. 
A pesar de que el hielo tiene una conductividad térmica cuatro veces mayor que el agua líquida, ésta contacta mejor el cuerpo a enfriar, por lo que la superficie para la transferencia de calor será mayor, lo que también contribuye al mejor enfriamiento. Es una consecuencia del descenso de la presión de vapor.
El agua se congela a partir de los 0 °C, mientras que una solución formada por agua y sal se congelará a menor temperatura (de ahí que se utilice sal para fundir nieve o hielo con mayor facilidad)

### Aplicación del frío en la congelación de alimentos
La congelación es la aplicación más drástica del frío 
• Temperatura del alimento < punto de congelación 
• Temperaturas de conservación más o menos -20 °C 
• Disminuye la actividad del agua (forma de hielo) 25, 3per
• No hay desarrollo microbiano, pero no destruye todas las bacterias 
• Limita la acción de la mayoría de las reacciones químicas y enzimáticas 
• Aumento de la vida útil de los alimentos 
• Se mantienen las características organolépticas y valor nutritivo si el proceso de congelación y almacenamiento son los adecuados 
•La Congelación es el mejor método para conservación

## Punto de ebullición
Al agregar moléculas o iones a un disolvente puro, la temperatura en el que este entra en ebullición es más alto. Por ejemplo, el agua pura a presión atmosférica ebulle a 100 °C, (de igual manera,la temperatura de ebullición del agua es de 100ªC; pero si subimos a una altitud de 11.000 metros, esta temperatura se reduce a 71 °C porque a mayor altura, menor será la temperatura de ebullición.) pero si se disuelve algo en ella el punto de ebullición sube algunos grados centígrados.  
ΔTb = Kb · m
- m es la molalidad. Se expresa en moles de soluto por kilogramo de disolvente (mol/kg).
- ΔTb es el aumento del punto de ebullición y es igual a T - Tb donde T es el punto de ebullición de la solución y Tb el del disolvente puro.
- Kb es una constante de ebullición del disolvente. Su valor cuando el solvente es agua es 0,512 °C/molal.

### Aplicación
Cuando una sal se disuelve lo hace disociándose. Por ejemplo, un mol de NaCl se disociará en un mol de Na+ y un mol de Cl-, con un total de dos moles en disolución, por eso una disolución de agua con electrolitos, como NaCl en agua, requiere más temperatura para hervir y no obedece la ley de Raoult. Se debe aplicar a dicha ley un factor de corrección conocido como el Factor de van't Hoff.
El punto de ebullición es la temperatura a la cual la presión de vapor de un solvente o solución iguala la presión externa y se observa las moléculas de líquido transformarse en gas. Por ejemplo, a presión externa de 1 atm, el agua hierve (tiene un punto de evaporación) a 100 °C, si se modifica la presión externa se podría requerir más o menos temperatura para hervir el agua.
Una disolución entre un soluto y un solvente, como glucosa y agua, obedece la Ley de Raoult modificando el ΔTb, pues modifica los valores de molalidad

## Presión osmótica
La ósmosis es la tendencia que tienen los solventes a ir desde zonas de menor concentración hacia zonas de mayor concentración de soluto. El efecto puede pensarse como una tendencia de los solventes a "diluir".
Es el pasaje espontáneo de solvente desde una solución más diluida (menos concentrada) hacia una solución menos diluida (más concentrada), cuando se hallan separadas por una membrana semipermeable. La presión osmótica (π) se define como la presión requerida para evitar el paso de solvente a través de una membrana semipermeable, y cumple con la expresión:

{\displaystyle \pi V=nRT\,} (también: π{\displaystyle =(nRT)/V})

- n es el número de moles de partículas en la solución.
- R es la constante universal de los gases, donde R = 8.314472 J · K-1 · mol-1.
- T es la temperatura en Kelvin.

Teniendo en cuenta que n/V representa la molaridad (M) de la solución obtenemos:

{\displaystyle \pi =MRT\,}

Al igual que en la ley de los gases ideales, la presión osmótica no depende de la carga de las partículas.
Observación: Se utiliza la unidad de molaridad (M) para expresar la concentración ya que el fenómeno de ósmosis ocurre a temperatura constante (de esto se deduce que las unidades de concentración para el ascenso ebulloscópico y el descenso crioscópico estén dadas en molalidad (m), ya que este tipo de expresión no varía con la temperatura).

### Aplicación
El experimento más típico para observar el fenómeno de ósmosis es el siguiente:
- Se colocan dos soluciones con distinta concentración (por ejemplo, una consta de agua con sal común o azúcar y la otra de agua sola).
- Ambas soluciones se ponen en contacto a través de una membrana semipermeable que permite el movimiento del agua a través de ella, es decir, que permite que el solvente pase y las partículas no. El papel celofán suele funcionar, pero debe ser verdadero papel celofán y no sus sustitutos.
- Al cabo de un tiempo se podrá observar que el solvente ha pasado de la solución diluida hacia la solución concentrada y los niveles de líquido han cambiado.

Las membranas celulares son semipermeables, la observación al microscopio de células que previamente han estado sumergidas en soluciones de sal común o azúcar, permite constatar el efecto de la entrada de agua (turgencia) o la pérdida de agua (plasmólisis) en función de que el medio exterior sea hipertónico o hipotónico respecto al medio interno celular.

## Presión de vapor
Los líquidos no volátiles presentan interacción entre soluto y disolvente, por lo tanto su presión de vapor es pequeña, mientras que los líquidos volátiles tienen interacciones moleculares más débiles, lo que aumenta la presión de vapor. Si el soluto que se agrega es no volátil, se producirá un descenso de la presión de vapor, ya que este reduce la capacidad del disolvente a pasar de la fase líquida a la fase vapor. El grado en que un soluto no volátil disminuye la presión de vapor es proporcional a su concentración.
Este efecto es el resultado de dos factores:
1. La disminución del número de moléculas del disolvente en la superficie libre.
2. La aparición de fuerzas atractivas entre las moléculas del soluto y las moléculas del disolvente, dificultando su paso a vapor.

El descenso relativo de la presión de vapor se puede expresar de la siguiente manera
{\displaystyle \Delta P=\chi _{s}P_{0}},
donde χs es la fracción molar del soluto y P0 es la presión de vapor del solvente puro.